# Beggars Banquet
Pour le label musical homonyme, voir Beggars Banquet Records.
Albums de The Rolling Stones
Their Satanic Majesties Request
(1967) Let It Bleed
(1969)
Singles
1. "Street Fighting Man"
Sortie :  31 août 1968,  juillet 1971

Beggars Banquet est le septième album studio du groupe de rock britannique The Rolling Stones, paru en 1968. Il a été enregistré entre le 17 mars et le 25 juillet 1968 à Londres (Angleterre) et Los Angeles (États-Unis) produit par l'Américain Jimmy Miller, avec qui ils travailleront jusqu'en 1973. C'est le premier d'une série de quatre studios albums qui sont généralement considérés comme l'apogée artistique des Rolling Stones (avec Let It Bleed, Sticky Fingers et Exile on Main St.). Sa publication était initialement prévue pour le 26 juillet de la même année, mais elle a été reportée de plusieurs mois en raison d'un différend avec leur maison de disques, Decca Records, concernant l'illustration de l'album controversée que le groupe avait l'intention d'utiliser. Enfin, Beggars Banquet est sorti le 6 décembre 1968 avec une pochette entièrement blanche avec seulement le nom de l'album écrit en lettres d'or.
La production présente des chansons à base de blues, représentant le retour du groupe à ses racines après les errances psychédéliques de Their Satanic Majesties Request, les Stones ont trouvé leur voie et vont marquer la décennie à venir. Les paroles de certaines chansons ont des thèmes axés sur la critique sociale, inspirés par les émeutes et les conflits de l'époque, et philosophiques, en raison du grand nombre de livres de philosophie et de poésie que Mick Jagger lisait à cette époque.
Il a fait ses débuts au sommet des classements de vente aux États-Unis et au Royaume-Uni, atteignant bientôt un million d'exemplaires de ventes. Deux singles sont mis en circulation pour sa promotion : Jumpin' Jack Flash, qui remporte un franc succès, mais ne figure pas sur l'album, et Street Fighting Man. La diffusion de cette dernière chanson a été boycottée par plusieurs stations de radio américaines, car considérée comme "déstabilisante" et sa publication coïncidant avec la Convention nationale démocrate de 1968. L'album a reçu une bonne évaluation de la part des critiques musicaux, étant considéré comme l'une des meilleures œuvres réalisées par le groupe tout au long de sa carrière. En 2003, il a été classé 57e sur la liste des 500 meilleurs albums de tous les temps établie par le magazine américain Rolling Stone.

## Historique

### Contexte
Après l'échec, imputé à la production effectuée par les membres du groupe eux-mêmes, de leur album précédent Their Satanic Majesties Request (1967), Mick Jagger décide que le groupe qui vient de se séparer de son producteur et manager, Andrew Loog Oldham, doit se renforcer sur ce point pour les prochains albums studios du groupe et en parle à l'ingénieur du son Glyn Johns. Ce dernier lui recommande Jimmy Miller, producteur du Spencer Davis Group et de Traffic.

« Jagger est venu me voir après Satanic Majesties et m'a dit : "Nous allons avoir un nouveau producteur", ce à quoi j'ai dit : "D'accord, d'accord". Il m'a dit : "On va chercher un Américain." J'ai pensé : "Oh mon dieu ! Il ne manquait plus que ça ! Je ne pense pas que mon ego puisse supporter qu'un putain de Yank vienne ici et me dise quel genre de son sortir des Rolling Stones." Alors j'ai dit "Je connais quelqu'un ! Je sais qu'il y en a déjà un en Angleterre et c'est fantastique", et qu'il venait de faire l'album de Traffic : Jimmy Miller. Et c'était un disque remarquablement bon, le premier qu'il avait fait avec Traffic. J'ai dit [à Jagger], "C'est un gars vraiment sympa." Je l'avais rencontré [Miller], il était dans la pièce voisine du studio [d'enregistrement], alors j'ai dit: "Je suis sûr qu'il va faire de manière fantastique" [...] Jagger a rencontré Jimmy Miller et l'a engagé. Et la première chose que Jimmy Miller a faite [(rire)] a été de me virer. Parce qu'il avait Eddie Kramer comme ingénieur. Et, naturellement, il voulait utiliser son propre ingénieur, son bras droit. »

— Glyn Johns, 1982
Jagger contacte Miller, lui disant qu'il a "adoré son travail avec Traffic" et lui demandant s'il aimerait produire le nouvel album des Stones, ce que ce dernier a immédiatement accepté. Cette association se poursuivra jusqu'en 1973 et l'album Goats Head Soup et aboutira à la période la plus fructueuse du groupe, avec des productions telles que Let It Bleed, Sticky Fingers et ce qui est généralement considéré comme leur chef-d'œuvre : Exile on Main St..

### Enregistrement

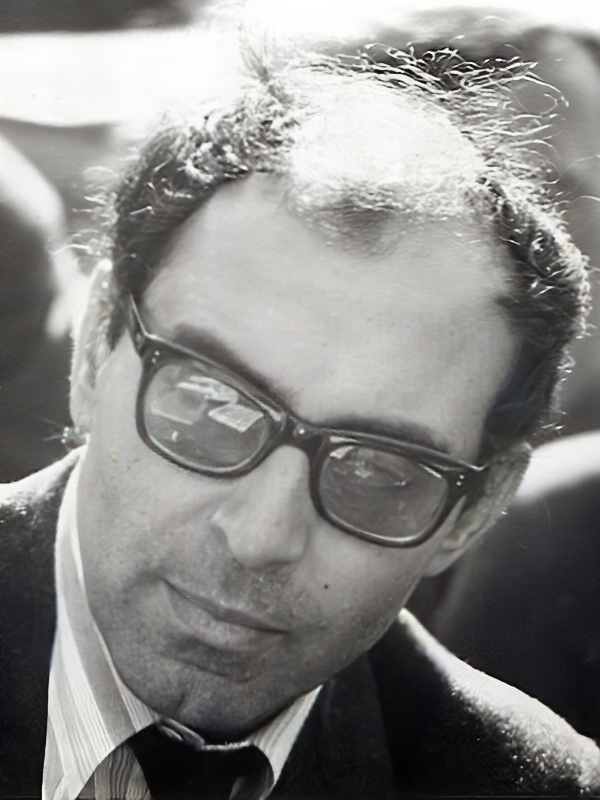
Jean-Luc Godard a filmé les sessions d'enregistrement de «Sympathy for the Devil» et les a incluses dans son documentaire One + One.

La pré-production débute mi-février 1968 dans le studio d'enregistrement installé dans la maison du guitariste Keith Richards, située à West Wittering, Sussex (Angleterre). Après l'embauche de Jimmy Miller, des répétitions ont lieu entre le 21 février et le 14 mars aux studios d'enregistrement R.G. Jones à Morden, dans le Surrey, avec le bassiste Bill Wyman et le guitariste et multi-instrumentiste Brian Jones, régulièrement absent durant ces sessions. Ce dernier connait des problèmes de drogue et des problèmes émotionnels, ce qui l'amené à se comporter de manière imprévisible et à être peu fiable. Face à cette situation, Mick Jagger se retrouve dans le besoin de jouer de la guitare pour la première fois. De ces premières sessions sont nées les chansons I'll Coming Home, Rock Me Baby, Hold On ! I'm Comin', My Home Is A Prison, No Expectations, Stray Cat Blues et les premiers accords instrumentaux de Jumpin' Jack Flash. Seuls No Expectations et Stray Cat Blues seront inclus sur l'album. Le 15 mars, le groupe commence à travailler aux Studios Olympic à Londres où de longues sessions d'enregistrement ont lieu de 19h00 à 8h00. Jusqu'au 3 avril, le groupe enregistre son prochain single, Jumpin' Jack Flash / Child Of The Moon, ainsi que les nouveaux morceaux Jigsaw Puzzle et Parachute Woman, tout en travaillant sur la base instrumentale de Did Everybody Pay Their Dues? (plus tard renommé Street Fighting Man). Dans Stone Alone, Wyman a déclaré que la dernière semaine de mars, il avait créé le riff signature de Jumpin 'Jack Flash; cependant, il n'est pas cité dans les crédits comme co-auteur avec le duo Jagger/Richards.
En mai, le groupe enregistre Salt of the Earth, Street Fighting Man, Dear Doctor, Prodigal Son et Factory Girl. Le 28 de ce mois, vers la fin des sessions, Jones est arrêté pour possession de drogue après avoir trouvé du cannabis sur lui à son domicile de Kings Road à Londres. Cependant, il est libéré après avoir versé une caution de 2 000 £.
Entre le 4 et le 10 juin, l'enregistrement de Sympathy for the Devil a eu lieu. Ces séances sont filmées par le réalisateur français Jean-Luc Godard aux Studios Olympic et reprises en séquence dans son film One + One (connu aux États-Unis sous le nom de Sympathy for the Devil), un documentaire sur la contre-culture occidentale de la fin des années 1960. L'équipe d'éclairage de Godard provoque un incendie sur le toit du studio la dernière nuit de tournage. Heureusement, il n'y a pas de blessé et les bandes d'enregistrement de l'album sont sauvées. Les dernières sessions d'enregistrement ont  lieu entre le 24 et le 28 juin, terminant le mixage aux Sunset Sound Studios de Los Angeles entre le 6 et le 25 juillet.
Beggars Banquet est la dernière apparition significative de Brian Jones avec le groupe, puisqu'il n'apparaîtra que sur deux morceaux de Let It Bleed. C'était aussi le dernier album des Stones à sortir de son vivant. Jones joue de la guitare slide sur No Expectations, de l'harmonica sur Parachute Woman, Dear Doctor et Prodigal Son, du sitar et du tambura sur Street Fighting Man et du mellotron sur Jigsaw Puzzle et Stray Cat Blues. De plus, il fait des chœurs, avec le reste du groupe, sur Sympathy for the Devil. Jones est parfois crédité à tort d'avoir joué de la guitare slide sur Jigsaw Puzzle, mais les deux guitares de ce morceau sont l'œuvre de Keith Richards,.
Keith Richards assure la quasi-totalité des guitares dont beaucoup sont acoustiques afin de donner une épaisseur caractéristique au son. Parmi les invités qui participent à l'enregistrement, on trouve Nicky Hopkins au piano, ainsi que Ric Grech, de Family et futur Blind Faith.

## Parution et réception

### Parution
Avant la sortie de l'album, le groupe publie un premier single issu des sessions d'enregistrement : Jumpin' Jack Flash avec Child of the Moon en face B. Jumpin' Jack Flash est présentée pour la première fois en public le 12 mai 1968 lors d'une apparition surprise du groupe au New Musical Express Poll Winners Concert, une cérémonie organisée par le magazine anglais New Musical Express pour récompenser les arstistes les plus remarquables de la musique populaire. La sortie officielle du single a lieu le 24 mai et est rapidement devenue un succès. Il a fait ses débuts à la 12e place des classements britanniques et en quelques jours a atteint son sommet, alors qu'il a commencé à la 63e place des classements américains et en peu de temps est passé à la troisième place. Malgré tout, le groupe n'a pas repris les deux titres du single sur l'album. Jumpin' Jack Flash est présente sur plusieurses compilations comme Through The Past, Darkly (Big Hits Vol. 2) (1969), Forty Licks (2002) ou le plus récent GRRR! (2012).
Le 1er juillet, les Stones annoncent le nom de l'album, Beggars Banquet, et qu'il sortira le 26 juillet, date du 26e anniversaire du chanteur Mick Jagger. Cependant, il y a un problème: Decca Records en Angleterre et London Records aux États-Unis rejettent la pochette originale de l'album. L'illustration consiste en une photo de toilettes pleine de graffitis insultants. Pendant ce temps, Street Fighting Man est sorti en tant que deuxième single, avec la chanson country No Expectations en face B. Le single est sorti le 31 août aux États-Unis, faisant ses débuts à la 84e place des classements. Son ascension dans les classements américains s'arrête à la 48e place en raison du boycott de plusieurs stations de radio du pays. La raison en est que le contenu des paroles et la photographie de la pochette du single sont jugés "déstabilisants" par les autorités américaines dans le cadre de la Convention nationale démocrate de 1968 et face aux récents assassinats de Robert F. Kennedy et Martin Luther King. Quant à Beggars Banquet, le groupe garde l'album pour eux jusqu'à ce qu'un accord soit conclu avec les labels en novembre, date à laquelle ils autorisent le remplacement de la pochette d'origine par une pochette entièrement blanche avec uniquement le nom du album imprimé dessus. L'album est finalement sorti le 5 décembre aux États-Unis et un jour plus tard au Royaume-Uni. Les Stones tiennent une conférence de presse dans un hôtel londonien pour présenter leur travail.
Pour promouvoir leur nouvelle production, le groupe a lancé les 10 et 11 décembre l'enregistrement d'une vidéo destinée à être diffusée à la télévision : The Rolling Stones Rock and Roll Circus. Ce "cirque rock and roll" mettait en vedette John Lennon, Eric Clapton, The Who, Jethro Tull et Marianne Faithfull,. Les Stones sont les derniers à intervenir, interprétant certaines des chansons de Beggars Banquet : Parachute Woman, No Expectations, Sympathy for the Devil et Salt of the Earth, ainsi que le single Jumpin' Jack Flash et l'inédit You Can't Always Get What You Want (inclus sur Let It Bleed, leur prochain album studio). Cependant, le groupe n'est pas satisfait de leur prestation, ce qui fait que cet ouvrage ne voit le jour qu'en 1996, date à laquelle il est publié par l'ancien manager du groupe, Allen Klein.

### Réception
L'album est un succès, il se classe à la 3e place des charts britanniques et à la 5e place du Billboard 200 aux États-Unis. En France, il atteint la première place des charts dans lesquels il reste classé pendant 93 semaines. À l'époque un seul single sort, Street Fighting Man, d'abord aux États-Unis en 1968 puis en Grande-Bretagne en 1971, Sympathy for the Devil sort dans une version remixée en septembre 2003.
Les critiques ont d'abord attaqué la production de la couverture choisie après les désaccords des Stones avec leur maison de disques. Il s'agissait, selon lui, d'une copie de la couverture minimaliste de l'album blanc des Beatles, qui est publiée deux semaines plus tôt. Cependant, dans le domaine musical, Beggars Banquet a reçu des critiques très favorables. Il a été célébré que l'album marquait un retour pour le groupe à ses racines dans le blues et le rhythm and blues et qu'il montre que les Stones sont de retour en pleine forme. Le critique Stephen Davis a estimé que "rien ne capturait mieux l'esprit juvénile de l'Europe en 1968 que Beggars Banquet". Pour le magazine Time, "l'album regorge du genre de hard rock audacieux qui a contribué à faire des Stones les fêtards les plus subversifs d'Angleterre depuis le groupe de Fading dans Oliver Twist". Jann Wenner de Rolling Stone fait valoir que la régénération du groupe annonce le retour du rock and roll, tandis que le Chicago Sun-Times déclare: "Les Stones ont sorti leur album le plus pur, le plus irrespectueux, arrogant et sauvage à ce jour. Et c'est magnifique". Moins impressionné est l'auteur de la critique initiale de Melody Maker, qui a qualifié Beggars Banquet de "médiocre" et déclare que la contribution du chanteur Mick Jagger est la seule chose intéressante de l'album. Geoffrey Cannon de The Guardian estime que l'album "démontre la puissance primale [du groupe] à son apogée", décrivant avec admiration la capacité de Jagger à accrocher l'auditeur sur Sympathy for the Devil, en disant que: "Nous sommes horrifiés parce que, à plein volume, nous fait surfer avec lui sur cette vague porteuse, éprouver ses sensations et réveiller les nôtres". Lors de son vote dans le sondage annuel des critiques du magazine Jazz & Pop, Robert Christgau l'a classé comme le troisième meilleur album de 1968, tandis que Salt of the Earth s'est classé comme la meilleure chanson pop. Martin C. Strong considère Beggars Banquet comme le premier disque de "l'incroyable explosion de créativité" du groupe dans la période 1968-1972, contenant quatre des plus grands albums rock de tous les temps. Pour sa part, Daryl Easlea de BBC Music fait valoir que, bien que l'œuvre ne parvienne pas toujours à maintenir la qualité de sa première chanson (Sympathy for the Devil), Beggars Banquet est l'œuvre avec laquelle les Rolling Stones ont gagné le statut du "meilleur groupe de rock and roll du monde".
Le magazine Rolling Stone place Beggars Banquet en 58e position de ses classements en 2003 et 2012 des 500 plus grands album de tous les temps. Il est cité dans l'ouvrage de référence de Robert Dimery Les 1001 albums qu'il faut avoir écoutés dans sa vie, et dans de nombreuses autres listes similaires.

### Rééditions
En août 2002, ABKCO Records réédite Beggars Banquet en version remastérisé disponible au format hybride SACD / CD. Cette version corrige un défaut majeur de l'album original en restaurant chaque chanson à sa propre vitesse légèrement plus rapide. En raison d'une erreur de mastering, Beggars Banquet a été joué pendant plus de trente ans à un rythme plus lent qu'il n'a été enregistré. Cela a eu pour effet de modifier non seulement le tempo de chaque chanson, mais aussi la tonalité. Ces différences étaient subtiles mais importantes, et la version remasterisée est environ 30 secondes plus courte que la version originale. L'album est de nouveau sorti en 2010 par Universal Music sur une version japonaise SHM-SACD, tandis qu'une version SHM-CD est sortie par ABKCO Records le 24 novembre 2010. Le 28 mai 2013, ABKCO Records a réédité l'album sur vinyle.
En 2002, la maison de disques russe CD-Maximum lance de façon officieuse l'édition limitée Beggars Banquet + 7 Bonus à partir de laquelle sont créés d'autres bootlegs par une usurpation (contrefaçon) du label allemand Decca : Beggars Banquet (Mono Beggars).
L'album a été réédité en 2010 par Universal Music dans une version japonaise SHM SA-CD, tandis que le 24 novembre 2010, ABKCO Records lance une version SHM-CD. Le 28 mai 2013, ABKCO Records réédite le LP en vinyle.
En 2018, l'album est réédité pour son 50e anniversaire.

## Caractéristiques artistiques

### Analyse du contenu
Beggars Banquet marque le retour des Rolling Stones aux sources de leur inspiration musicale. Jamais le blues n'avait été aussi présent, aussi pur que sur cet opus qui donne le ton pour les années à suivre (Let It Bleed, Sticky Fingers, Exile on Main St.). C'est également l'occasion pour eux de marquer leur opposition aux Beatles, à la fois sur le plan politique (le rageur Street Fighting Man fait écho au pacifiste Revolution des Fab Four) et sur le plan philosophique (Sympathy for the Devil est l'un des plus beaux exemples de provocation des Stones). Le disque semble curieusement à contre-courant de l'inspiration hippie de l'époque et relance la popularité du groupe.

### Pochette et disque
Deux pochettes différentes existent pour l'album. Au moment de la sortie du disque, Decca, la maison de disques, refuse la photo proposée par les Stones qui représente des toilettes publiques aux murs couverts de graffitis. Les négociations n'aboutissent pas, retardant la sortie de l'album de deux mois et finalement, les Stones parviennent à un compromis avec Decca en proposant une pochette représentant un carton d'invitation très simple, proposant un "banquet de mendiant" suivi de la mention "RSVP" ("Répondez, s'il vous plaît" emprunt au français). C'est lors de la réédition en CD que la photo des toilettes publiques fait pour la première fois son apparition.

## Liste des chansons
- Toutes les chansons sont de Mick Jagger et Keith Richards, sauf indication contraire.

Face 1
| No | Titre                  | Durée |
| -- | ---------------------- | ----- |
| 1. | Sympathy for the Devil | 6:27  |
| 2. | No Expectations        | 4:02  |
| 3. | Dear Doctor            | 3:26  |
| 4. | Parachute Woman        | 2:23  |
| 5. | Jigsaw Puzzle          | 6:17  |

Face 2
| No  | Titre                         | Durée |
| --- | ----------------------------- | ----- |
| 6.  | Street Fighting Man           | 3:18  |
| 7.  | Prodigal Son (Robert Wilkins) | 2:55  |
| 8.  | Stray Cat Blues               | 4:40  |
| 9.  | Factory Girl                  | 2:12  |
| 10. | Salt of the Earth             | 4:51  |

## Personnel

### The Rolling Stones
- Mick Jagger : chant, chœurs sur Dear Doctor, harmonica sur Parachute Woman, maracas sur Street Fighting Man et Stray Cat Blues
- Brian Jones : guitare slide sur No Expectations, guitare acoustique sur Parachute Woman, chœurs et guitare acoustique sur Sympathy for the Devil, sitar et tamboura sur Street Fighting Man, mellotron sur Jigsaw Puzzle et Stray Cat Blues, harmonica sur Parachute Woman, Dear Doctor et Prodigal Son
- Keith Richards : guitare acoustique, guitare électrique, guitare slide, basse sur Sympathy for the Devil, Street Fighting Man et Stray Cat Blues, chant (ouverture de Salt of the Earth), chœurs
- Bill Wyman : basse sauf sur Sympathy for the Devil, Street Fighting Man, et Stray Cat Blues, contrebasse sur Dear Doctor, chekeré, maracas et chœurs sur Sympathy for the Devil
- Charlie Watts : batterie, claves sur No Expectations, tambourin sur Dear Doctor, tabla sur Factory Girl, chœurs sur "Sympathy for the Devil"

### Musiciens supplémentaires
- Nicky Hopkins : piano sur Sympathy for the Devil, No Expectations, Dear Doctor, Jigsaw Puzzle, Street Fighting Man, Stray Cat Blues et Salt of the Earth, mellotron sur Factory Girl, orgue Farfisa sur No Expectations
- Dave Mason : shehnai sur Street Fighting man
- Rocky Dzidzornu : congas sur Sympathy for the Devil, Stray Cat Blues et Factory Girl
- Ric Grech : fiddle sur Factory Girl
- Jimmy Miller, Anita Pallenberg et Marianne Faithfull : chœurs sur Sympathy for the Devil
- Watts Street Gospel Choir : chœurs sur Salt of the Earth

## Classement et certifications

### Album
| Pays                          | Durée du classement | Meilleure position | Date             |
| ----------------------------- | ------------------- | ------------------ | ---------------- |
| Allemagne (Media Control)     | 5 semaines          | 8e                 | 15 janvier 1969  |
| Canada (RPM Top Albums        | 19 semaines         | 3e                 | 20 janvier 1969  |
| France (Top 100)              | 93 semaines         | 1er                | 6 décembre 1968  |
| Norvège (VG-lista)            | 13 semaines         | 2e                 | 16 décembre 1968 |
| États-Unis (Billboard 200)    | 32 semaines         | 5e                 | 11 janvier 1969  |
| Royaume-Uni (UK Albums Chart) | 12 semaines         | 3e                 | 28 décembre 1968 |

| Pays                                   | Durée du classement | Meilleure position | Date              |
| -------------------------------------- | ------------------- | ------------------ | ----------------- |
| Suède (Sverigetopplistan)              | 1 semaines          | 43e                | 9 août 2007       |
| Pays-Bas (Mega Top 50)                 | 5 semaines          | 9e                 | 22 mai 2010       |
| France (AlbumTop 100)                  | 1 semaine           | 197e               | 28 janvier 2012   |
| Allemagne (Offizielle Deutsche Charts) | 1 semaine           | 21e                | 23 novembre 2018  |
| Autriche (Ö3 Austria Top 40)           | 1 semaine           | 44e                | 30 novembre 2018  |
| Belgique (W) (Ultratop)                | 2 semaines          | 156e               | 1er décembre 2018 |
| Suisse (Schweizer Hitparade)           | 1 semaine           | 67e                | 25 novembre 2018  |

| Pays        | Ventes      | Certification | Date             |
| ----------- | ----------- | ------------- | ---------------- |
| Canada      | 50 000 +    | Or            | 17 avril 1990    |
| États-Unis  | 500 000 +   | Or            | 23 décembre 1968 |
| États-Unis  | 1 000 000 + | Platine       | 20 octobre 1989  |
| Royaume-Uni | 100 000 +   | Or            | 22 juillet 2013  |

### Singles
Street Fighting Man
| Chart               | Durée du classement | Position | Date              |
| ------------------- | ------------------- | -------- | ----------------- |
| Hot 100             | 6 semaines          | 48e      | 5 octobre 1968    |
| Single Top 100      | 4 semaines          | 7e       | 1er octobre 1968  |
| Ö3 Austria Top 40   | 8 semaines          | 7e       | 15 octobre 1968   |
| (W) Ultratop        | 11 semaines         | 10e      | 2 novembre 1968   |
| RPM Top Singles     | 4 semaines          | 32e      | 7 octobre 1968    |
| Mega Top 50         | 5 semaines          | 5e       | 28 septembre 1968 |
| UK Singles Chart    | 8 semaines          | 21e      | 24 juillet 1971   |
| Schweizer Hitparade | 5 semaines          | 4e       | 24 septembre 1968 |

Sympathy for the Devil
| Chart                    | Durée du classement | Position | Date              |
| ------------------------ | ------------------- | -------- | ----------------- |
| Hot 100                  | 1 semaine           | 97e      | 4 octobre 2003    |
| (W) Ultratop             | 12 semaines         | 21e      | 22 mars 1969      |
| Billboard Canadian Songs | 4 semaines          | 10e      | 8 novembre 2003   |
| Track Top-40             | 1 semaine           | 14e      | 26 septembre 2003 |
| Top 100                  | 6 semaines          | 100e     | 11 juin 2011      |
| FIMI                     | 7 semaines          | 11e      | 25 septembre 2003 |
| VG-lista                 | 4 semaines          | 15e      | 14 septembre 2003 |
| Mega Top 50              | 4 semaines          | 13e      | 3 novembre 1973   |
| UK Singles Chart         | 7 semaines          | 14e      | 13 septembre 2003 |
| Sverigetopplistan        | 5 semaines          | 43e      | 12 septembre 2003 |

## Reprises
- Sympathy for the Devil
  - Cette chanson sera reprise en 1994 par Guns N' Roses pour la bande originale du film Entretien avec un vampire et figurera aussi sur leur compilation Greatest Hits.
  - Bryan Ferry la reprendra sur son album These Foolish Things en 1973, cette version figurera sur la bande son du film, Futur immédiat, Los Angeles 1991.
  - Le groupe slovène Laibach sortit, en 1988, un Ep huit titres ne comprenant que différentes versions de cette chanson
  - Jane's Addiction la reprendra sur son premier album en 1987
  - Le groupe suédois Tiamat en propose une version sur son album Skeleton, Skeletron en 1999
  - Motörhead propose sa version de la chanson sur l'album de reprises Under Cöver sorti en 2017.
- Street Fighting Man
  - Rod Stewart reprendra cette chanson dès 1970 sur son album An Old Raincoat Won't Ever Let You Down.
  - Le groupe anglais Oasis inclut sa reprise sur son single All Around the World en 1998.
  - Rage Against the Machine en propose une version sur son album de reprises Renegades en 2000.
  - On en trouve une version sur l'album de compilation Red, White & Crüe de Mötley Crüe, sorti en 2005.
  - Sur la version 2002 de l'album Too Tough to Die des Ramones, le disque bonus commence par cette chanson.
- Stray Cat Blues est repris par Johnny Winter sur son album Saints and Sinners (1974).

### Ouvrages
- Victor Bockris, Keith Richards: The Unauthorised Biography, London, Hutchinson, 1992 (ISBN 0-09-174397-4)
- Alan Clayson, The Rolling Stones: Beggars Banquet, Billboard Books, 2008 (ISBN 978-0-8230-8397-8, lire en ligne)
- Alan Clayson, The Rolling Stones Album File & Complete Discography, Cassell Illustrated, 2006 (ISBN 1844034941)
- Stephen Davis, Old Gods Almost Dead: The 40-Year Odyssey of the Rolling Stones, New York, NY, Broadway Books, 2001 (ISBN 0-7679-0312-9, lire en ligne)
- 1001 Albums You Must Hear Before You Die, London, Cassell, 2011 (ISBN 978-1-84403-699-8)
- Sean Egan, Keith Richards on Keith Richards interviews and encounters, Chicago, Chicago Review Press, 2013, 1st éd. (ISBN 978-1-61374-791-9, lire en ligne)
- Martin Elliot, The Rolling Stones: Complete Recording Sessions 1962–2002, Cherry Red Books Ltd, 2002 (ISBN 1-901447-04-9)
- James Karnbach et Carol Bernson, The Complete Recording Guide to the Rolling Stones, Aurum Press Limited, 1997 (ISBN 1-85410-533-7)
- David Luhrssen et Michael Larson, Encyclopedia of Classic Rock, ABC-CLIO, 2017
- (en) Philippe Margotin et Jean-Michel Guesdon, The Rolling Stones All the Songs: The Story Behind Every Track, Philadelphia, PA, Running Press, 25 octobre 2016 (ISBN 978-0-316-31773-3, lire en ligne)
- Philip Norman, The Stones, London, Sidgwick & Jackson, 2001 (ISBN 0-283-07277-6)
- Chris Salewicz, Mick & Keith, London, Orion, 2002 (ISBN 0-75281-858-9)
- Bill Wyman, Rolling with the Stones, London, Dorling Kindersley, 2002 (ISBN 0-7513-4646-2)
- Bill Wyman, Stone Alone, Da Capo Press, 1997 (ISBN 978-0306807831)